# Grizedale Hall

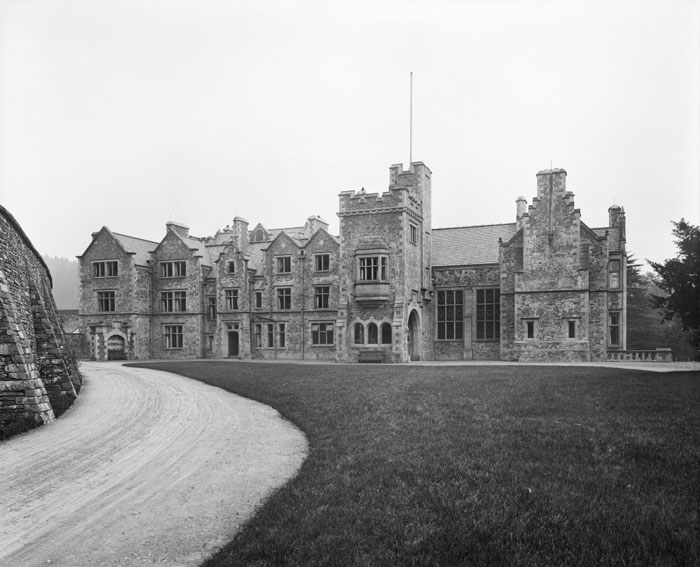
Grizedale Hall im Jahr 1907

Grizedale Hall war ein großes Herrenhaus in Grizedale im nordwestenglischen Lake District/Cumbria. Nach zwei Vorgängerbauten wurde es 1905 im neugotischen Stil gänzlich neu erbaut, diente im Zweiten Weltkrieg von 1939 bis 1946 als erstes britisches Kriegsgefangenenlager  und wurde schließlich 1957 abgerissen.

## Grizedale Hall (1905)

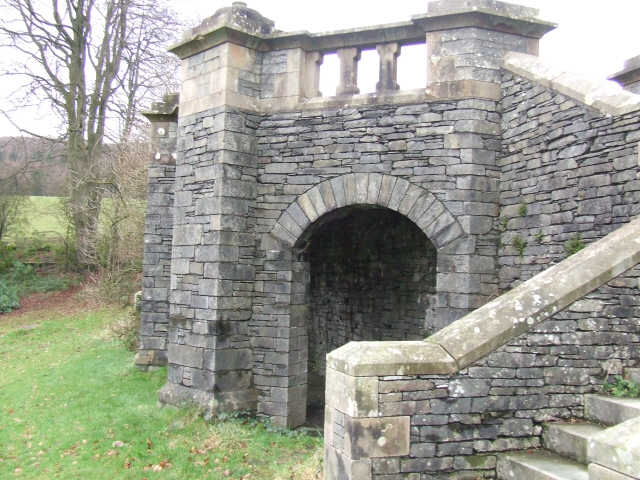
Erhaltene Mauern der Gartenterrasse von Grizedale Hall, 2007

Im Jahr 1903 erwarb der wohlhabende Kaufmann und Schiffseigner Harold Brocklebank aus Liverpool das Gut Grizedale. Er war 1853 als dritter Sohn von Sir Thomas Brocklebank, 1. Baronet, geboren worden. Nach dem Abbruch des alten Herrenhauses ließ Harold Brocklebank Grizedale Hall 1905 gänzlich neu erbauen; die Innenausstattung des Hauses war bis zum Jahr 1907 abgeschlossen. Die Architekten des neugotischen Hauses mit 40 Zimmern waren Walker, Carter & Walker aus Windermere (Cumbria). Brocklebank bewohnte Grizedale Hall mit seiner Ehefrau Mary Ellen Brogden, drei Töchtern und zwei Söhnen bis zu seinem Tod im Jahr 1936. Anschließend übernahm die Forestry Commission das rund 6.000 Morgen große Gut mit dem Herrenhaus.
Nachdem dieses von 1939 bis 1946 als erstes Kriegsgefangenenlager in Großbritannien diente, stand das Anwesen leer. Aufgrund der hohen Unterhaltskosten ließ die Forestry Commission die Einbauten, Kamine und Treppen versteigern und anschließend Grizedale Hall 1957 abbrechen. Erhalten blieben nur der eingeschossige Anbau mit Lagerräumen an der Ostseite des Hauses und die Gartenterrasse. Einige architektonische Überbleibsel des Hauses wie die massiven Wände und Treppen der Gartenterrasse und die Tore der Grundstückseinfriedung sind heute noch sichtbar. Der Parkplatz des Besucherzentrums des Grizedale-Forest-Nationalparks befindet sich auf der ehemaligen Innenfläche des Gutshauses.

## No 1 POW Camp
Während des Zweiten Weltkrieges wurde Grizedale Hall vom War Office requiriert und offiziell seit 1939 als „No 1 POW Camp (Officers) Grizedale Hall“ geführt, um einige der herausragendsten deutschen kriegsgefangenen Offiziere wie Generalfeldmarschall Gerd von Rundstedt aufzunehmen. Das Lager um das Herrenhaus wurde mit Wachtürmen, einem doppelten Stacheldrahtzaun und etwa 30 Hütten ausgestattet, die rund 300 Gefangene aufnehmen konnten. Da viele der Kriegsgefangenen von gesunkenen deutschen U-Booten gerettet worden waren, wurde es im Volksmund auch „U-Boot-Hotel“ genannt.
Zu den Insassen zählte Otto Kretschmer, der bis zu seiner Gefangennahme als Deutschlands erfolgreichster U-Boot-Kapitän war. Der Jagdflieger Franz Baron von Werra war anfangs in Grizedale Hall inhaftiert und einer seiner berühmten Fluchtversuche im Jahr 1940 inspirierte die Geschichte zum Film Einer kam durch aus dem Jahr 1957, in dem Grizedale Hall kurz vor dem Abriss als Filmkulisse diente. Weitere bekannte Gefangene waren Konteradmiral Hans Voß, General der Waffen-SS Maximilian von Herff und U-Boot-Kapitän Werner Lott. Die letzten Gefangenen wurden 1946 entlassen, um nach Deutschland und Österreich zurückgeführt zu werden. Das Kriegsgefangenenlager Grizdeale Hall inspirierte auch den Kriegsfilm Ausbruch der 28 von 1970 und ist Schauplatz des Romans „A Cage of Eagles“ von James Follet aus dem Jahr 1989.

## The Yan

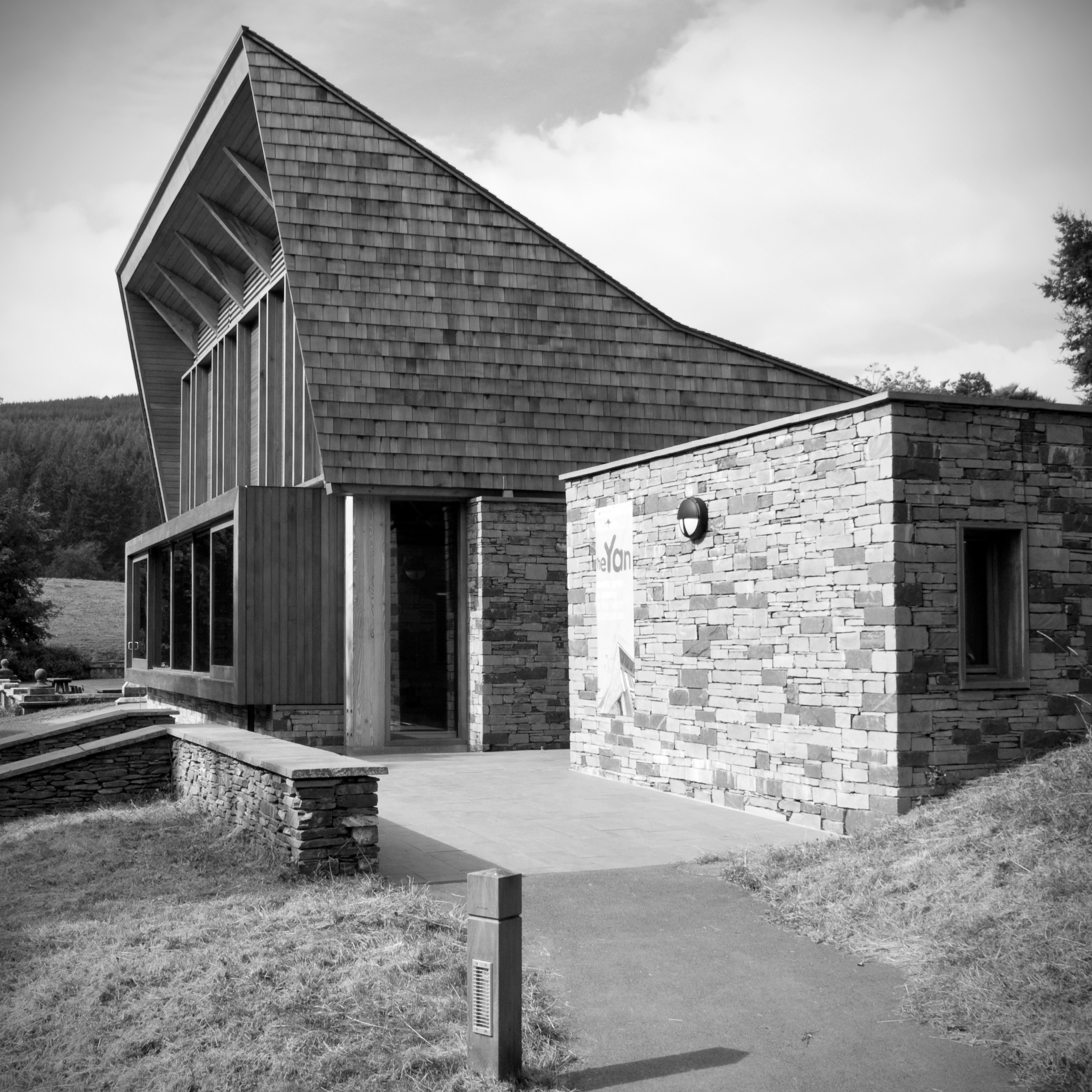
„The Yan“, 2009

Ein neues Gebäude für das Grizedale-Forest-Besucherzentrum, genannt „The Yan“ (Cumbria-Dialekt für „One“), wurde im Jahr 2008 in Verlängerung des erhaltenen Lagerraum-Anbaus der abgebrochenen Grizedale Hall errichtet. Die Konstruktion aus Holz und Naturstein wurde von Sutherland Hussey Architekten aus Edinburgh entworfen und am 23. Juni 2008 durch Lord Clark of Windermere eröffnet. 2022 betrug die Besucherzahl etwa 140.000 Menschen.